# Areopag Młodych
Areopag Młodych – impreza w formie kongresu społecznego wspartego wydarzeniami kulturalnymi, wzorująca się na Areopagu Gdańskim, skierowana do młodych ludzi (głównie uczniów liceów i techników w Trójmieście), organizowana przez uczniów Zespołu Szkół Łączności im. Obrońców Poczty Polskiej w Gdańsku od kwietnia 2006 roku.

## O Areopagu Młodych
W starożytnych Atenach na Areopagu – wzgórzu poświęconym Aresowi – spotykała się rada państwowa, by decydować o losach polis.
Nawiązując do dawnych czasów, twórcy współczesnego Gdańskiego Areopagu, dali początek wielkiej publicznej debacie, której zadaniem jest poruszanie sumienia dzisiejszych ludzi i zmuszanie ich do zastanowienia się nad życiem.
Ta niezwykle szczytna idea, która przybrała konkretną formę kongresu społecznego wspartego wydarzeniami kulturalnymi, stała się wzorem dla organizatorów Areopagu Młodych. Przedstawiciele Zespołu Szkół Łączności w Gdańsku postanowili rozpocząć cykl debat dotyczących najważniejszych wartości w życiu współczesnego człowieka. Zdając sobie sprawę z tego, że wielki wpływ na kształtowanie świata ma młodzież, zdecydowali się przekonać ją do podjęcia dyskusji na tematy i problemy, które nurtują społeczeństwa.
Ideą przewodnią Areopagu Młodych stało się więc przekonanie młodych ludzi, że nie należy biernie przyglądać się rzeczywistości, lecz trzeba aktywnie włączyć się w trud zmieniania jej i nadawania nowego kształtu.

### Areopagowe Debaty
- I Areopag Młodych – "Miejsce poświęcenia i ofiary we współczesnym świecie" (2006)
- II Areopag Młodych – "Stawiamy czoło przemocy!" (2007)
- Areopag Młodych w ramach Areopagu Gdańskiego 2007 – "Jak zdobyć pieniądze i nie sprzedać duszy?"
- III Areopag Młodych – "Czy INNI potrzebują naszej wyrozumiałości?" (2008)
- IV Areopag Młodych – "Wolność" (2009)
- V Areopag Młodych – "Studia czy praca? Młodzi o perspektywach na przyszłość" (2013)
- VI Areopag Młodych – "Młodzi mają głos – rola młodych w dialogu publicznym." (2014)
- VII Areopag Młodych – "Ryzyko – czy warto je podejmować?" (2015)

### Goście Areopagu Młodych
- Szewach Weiss
- Krystyna Rostkowska-Rybczak
- Arkadiusz Mański
- Agnieszka Solecka
- Beata Sztyber
- Dariusz Filar
- ks. Piotr Krakowiak
- Leszek Balcerowicz
- Larry Okey Ugwu
- Michał Rucki
- Zespół ONE LIFE
- Krzysztof Skiba
- Jarosław Wałęsa
- Piotr Kowalczuk
- Jan Szomburg
- Arkadiusz Śmigielski
- Wojciech Tremiszewski
- dr Wojciech Glac
- Janusz Chiliński
- Michał Kochańczyk

### Inne inicjatywy podjęte przez Młodych Areopagitów
- Konkurs poezji śpiewanej "Z gitarą i piórem"
- Konkurs fotograficzny "Świat w obiektywie młodych"
- Przedstawienie "Pasja"
- Konkurs "Bursztynowe pióro"